# Morristown (Indiana)
Morristown és una població dels Estats Units a l'estat d'Indiana. Segons el cens del 2000 tenia 1.133 habitants.

## Demografia
Segons el cens del 2000, Morristown tenia 1.133 habitants, 426 habitatges, i 296 famílies. La densitat de població era de 455,7 habitants/km².
Dels 426 habitatges en un 38,3% hi vivien nens de menys de 18 anys, en un 55,4% hi vivien parelles casades, en un 10,6% dones solteres, i en un 30,3% no eren unitats familiars. En el 27,9% dels habitatges hi vivien persones soles el 13,8% de les quals corresponia a persones de 65 anys o més que vivien soles. El nombre mitjà de persones vivint en cada habitatge era de 2,58 i el nombre mitjà de persones que vivien en cada família era de 3,12.
Per edats la població es repartia de la següent manera: un 28% tenia menys de 18 anys, un 9,1% entre 18 i 24, un 29% entre 25 i 44, un 18,2% de 45 a 60 i un 15,7% 65 anys o més.
L'edat mediana era de 35 anys. Per cada 100 dones de 18 o més anys hi havia 84,6 homes.
La renda mediana per habitatge era de 36.417 $ i la renda mediana per família de 44.327 $. Els homes tenien una renda mediana de 32.625 $ mentre que les dones 23.295 $. La renda per capita de la població era de 16.129 $. Entorn del 2,4% de les famílies i el 5,5% de la població estaven per davall del llindar de pobresa.

## Poblacions més properes
El següent diagrama mostra les poblacions més properes.